# María Ventová-Kabchiová
María Alejandra Ventová-Kabchiová (* 24. května 1974 Caracas) je bývalá venezuelská profesionální tenistka a olympionička, která startovala na Letních olympijských hrách 2000 v Sydney.
Ve své kariéře na okruhu WTA Tour vyhrála čtyři turnaje ve čtyřhře. V rámci okruhu ITF získala sedm titulů ve dvouhře a dva ve čtyřhře. V roce 1999 na Panamerických hrách ve Winnipegu vybojovala zlatou medaili ve dvouhře žen.
Na žebříčku WTA byla nejvýše ve dvouhře klasifikována v červenci 2004 na 26. místě a ve čtyřhře pak ve stejném měsíci na 15. místě. Trénoval ji Pat Etcheberry.
21. července 2001 se vdala za právníka Gamala Kabchiho, který se specializuje na obchodní právo a bankovnictví.

## Finálové účasti na turnajích WTA Tour

### Dvouhra

#### Finalistka (1)
| Č. | Datum         | Turnaj          | Povrch | Vítězka       | Výsledek |
| -- | ------------- | --------------- | ------ | ------------- | -------- |
| 1. | 5. ledna 1998 | Gold Coast, USA | tvrdý  | Ai Sugijamová | 5–7, 0–6 |

### Čtyřhra

#### Vítězka (4)
| Č. | Datum          | Turnaj          | Spoluhráčka                  | Finalistky                             | Výsledek    |
| -- | -------------- | --------------- | ---------------------------- | -------------------------------------- | ----------- |
| 1. | 18. února 2002 | Dubaj, SAE      | Barbara Rittnerová           | Sandrine Testudová Roberta Vinciová    | 6–3 6–2     |
| 2. | 9. září 2002   | Waikoloa, USA   | Meilen Tuová                 | Nannie Devilliersová Irina Seljutinová | 1–6 6–2 6–3 |
| 3. | 8. září 2003   | Bali, Indonésie | Angelique Widjajaová         | Émilie Loitová Nicole Prattová         | 7–5 6–2     |
| 4. | 19. září 2005  | Peking, ČLR     | Nuria Llagosteraová Vivesová | Jen C’ Čeng Ťie                        | 6–2 6–4     |

#### Finalistka (6)
| Č. | Datum           | Turnaj               | Spoluhráčka          | Vítězky                                  | Výsledek    |
| -- | --------------- | -------------------- | -------------------- | ---------------------------------------- | ----------- |
| 1. | 22. května 2000 | Štrasburk, Francie   | Kim Grantová         | Sonya Jeyaseelanová Florencia Labatová   | 4–6 3–6     |
| 2. | 8. dubna 2002   | Estoril, Portugalsko | Barbara Rittnerová   | Jelena Bovinová Zsofia Gubacsiová        | 3–6 1–6     |
| 3. | 10. února 2003  | Dauhá, Katar         | Angelique Widjajaová | Janet Leeová Wynne Prakusjová            | 1–6 3–6     |
| 4. | 11. srpna 2003  | Toronto, Kanada      | Angelique Widjajaová | Martina Navrátilová Světlana Kuzněcovová | 6–3 1–6 1–6 |
| 5. | 20. září 2004   | Peking, ČLR          | Gisela Dulková       | Emmanuelle Gagliardiová Dinara Safinová  | 4–6 4–6     |
| 6. | 3. října 2005   | Tokio, Japonsko      | Šinobu Asagoeová     | Gisela Dulková Maria Kirilenková         | 5–7 6–4 3–6 |